# Шуб, Давид Натанович
Дави́д Ната́нович Шуб (идиш דוד שוב‎‎ — До́вид Шуб;) (1887—1973) —
деятель российского социал-демократического движения, затем еврейского социалистического движения в США, публицист, историк. Писал на идише, русском и английском языках.

## Биография
Сдав экстерном экзамены, учился в виленской гимназии, где в 1902 году стал членом близкой к Бунду подпольной революционной организации учащихся «Школа борьбы». В 1903 году, спасаясь от ареста, эмигрировал в США. Проживал в Филадельфии, затем в Нью-Йорке. В 1904 году вступил в примыкавшее к РСДРП Общество русских социал-демократов в Нью-Йорке. Был рабочим на мебельной фабрике в Бруклине.
В июне 1905 года под влиянием Первой русской революции решил вернуться в Россию. На пароходе для перевозки скота выехал в Великобританию, а оттуда во Францию и Швейцарию. Встречался с видными русскими эмигрантами-социал-демократами — Л. Г. Дейчем, В. И. Засулич, А. В. Луначарским, Ю. О. Мартовым, Г. В. Плехановым, А. Н. Потресовым. В Женеве познакомился с В. И. Лениным, который предложил ему присоединиться к большевикам. Предложение лидера большевиков Д. Н. Шуб не принял.
Пробравшись в Россию, принимал участие в революционном движении в Литве. В 1906 году был арестован и после нескольких месяцев тюремного заключения призван в армию и отправлен на службу в 125-й стрелковый полк в Иркутск. Служа в полку вступил в местную организацию РСДРП. В июне 1907 года, под угрозой ареста, бежал из полка и вновь эмигрировал из России. В конце того же года (по другим данным — в начале 1908 года) прибыл в США. Работал в Филадельфии на фабрике, затем в Нью-Йорке маляром.
С 1910 года стал профессиональным журналистом. Писал статьи для социалистических изданий на русском языке и на идиш. Работал помощником редактора социалистического еженедельника на идише «Дер арбетер» (Рабочий). В 1911—1912 годах был помощником главного редактора, а в 1913—1919 годах главным редактором органа Международного тред-юниона работников по изготовлению женского платья — «Найе Пост».
Во время Первой мировой войны стоял на позиции оборончества, примыкал к группе Единство. Решительно осудил октябрьский переворот. Будучи всегда на самом правом фланге социалистов (был близок к правым меньшевикам и эсерам), Д. Н. Шуб внимательно следил за культурной и политической жизнью в России и поддерживал личные и политические связи с русскими либералами и умеренными социалистами — с П. Н. Милюковым, В. Л. Бурцевым, Е. К. Брешко-Брешковской. Дружил с А. Ф. Керенским, Н. Д. Авксентьевым. А. А. Аргуновым, В. М. Зензиновым, И. Г. Церетели, М. А. Алдановым, В. М. Черновым.
В 1924—1972 годах Д. Н. Шуб был постоянным сотрудником нью-йоркской газеты «Форвертс», в 1922—1927 гг. — редактором политического еженедельника «Дер векер» (Будильник). Играл заметную роль в общественной жизни русской эмиграции, а также в еврейской общественной жизни в Америке. Был вице-президентом общества друзей «Нового журнала». Благодаря его деятельности еврейские левые организации в США поддерживали русских эмигрантов-социалистов и их начинания. Так, «Форвертс» финансировала издание «Социалистического вестника», выходившего в Европе и Америке на русском языке. Принимал активное участие в работе Джойнта.

## Семья
Сыновья:
- Борис Давидович Шуб (1912, Нью-Йорк — 1965, там же) — американский журналист, переводчик и публицист, один из основателей и многолетний сотрудник радио «Свобода»; автор книг «Starvation over Europe: made in Germany» (1943), «The choice» (1951), «Since Stalin: A Photo History of Our Time» (1951)[1][17][18][19].
- Анатол Шуб (Anatole Shub, 1928—2006) — американский журналист и политолог, московский корреспондент газеты «The Washington Post», автор книг «Labor in the Soviet Orbit» (1956), «New Russian Tragedy» (1969), «The Empire Loses Hope: The Return of Stalin’s Ghost» (1970) и других.[20][21] Был женат на литераторах Джойс Ласки (основательнице Fabergé Arts Foundation)[22] и Барбаре Раскин[23].

## Сочинения
В 1920—1970-е гг. сотрудничал в почти всех газетах и журналах на русском языке («Дни», «Заря», «Новое русское слово», «Новый журнал», «За свободу», «Русская Мысль», «Мосты»), в которых опубликовал многочисленные статьи по истории русского революционного движения, еврейского рабочего движения. Был одним из ведущих журналистов в прессе США на идише. В своих работах подвергал большевиков уничтожающей критике. Многие из статей вошли в книгу Шуба «Политические деятели России 1850—1920-х годов». Работы Д. Н. Шуба оказали влияние на последующие поколения советологов.
По-еврейски Д. Н. Шуб выпустил несколько книг, в том числе двухтомную работу «Социальные мыслители и борцы» (биографии виднейших западно-европейских и русских социалистических деятелей и мыслителей 19-го и первой четверти 20-го столетия).
В «Новом журнале» в 1970—1973 гг. были опубликованы главы из воспоминаний Шуба «Из давних лет», в которых автор рассказывал о встречах с П. Рутенбергом, Л. Дейчем, Л. Троцким, А. Зунделевичем, В. Лениным, Х. Житловским и другими.
Самой популярной книгой Шуба стала «Ленин. Биография» (1928 — на идише, 1948 — расширенное английское издание), которая была переведена на десятки языков.

## Книги
- לענין (Ленин: человек, революционер и диктатор; политическая биография коммунизма). Нью-Йорк: Издательство «Векер», 1928.[24]
- שפּילן פֿאַר קינדער (игры для детей). Централфарлаг, 1930.
- העלדן און מאַרטירער (герои и мученики: история великих русских революционеров прошлого и их геройской борьбы за свободу). В 2-х тт. Нью-Йорк, 1939.
- פֿאַשיזם און קאָמוניזם (фашизм и коммунизм: как Москва способствовала зарождению в мире фашизма и нацизма). Нью-Йорк: Векер, 1939.[25]
- סאָציִאַלע דענקער און קעמפֿער (общественные мыслители и борцы). Критические эссе в 2-х тт. Мехико: Фарлаг «Шлойме Мендельсон—Фонд» (общество «Култур ун hилф»), 1968.[26][27]
- Политические деятели России 1850—1920-х. Издание «Нового журнала». Нью-Йорк: Waldron Press, 1969.
- פֿון אַמאָליקע יאָרן: בלעטלעך זכרונות (из давних времён: странички воспоминаний). Нью-Йорк: ЦИКО, 1970. — 1053 стр.